# Karl von Burger (Theologe, 1834)
Karl von Burger (Sohn) (* 9. Juli 1834 in Erlangen; † 26. November 1905 in München) war ein deutscher evangelisch-lutherischer Theologe und bayerischer Oberkonsistorialrat.
Karl von Burger war der Sohn des Theologen Heinrich Carl August von Burger und dessen ersten Frau Elise, geborene Krafft (* 1812), aus Erlangen. 1851 machte er sein Abitur am Münchner Maximiliansgymnasium. Anschließend studierte er an der Ludwig-Maximilians-Universität in München klassische Philologie und ab 1852 Theologie an der Universität in Erlangen. Nach Besuch des Predigerseminars in München wurde er Pfarrer in Burtenbach in Schwaben und in Kempten im Allgäu, dann Konsistorialrat in Ansbach. Seit 1891 Oberkonsistorialrat in München, leitete er das Predigerseminar und mehrfach die Generalsynode. Freundschaftliche Beziehung unterhielt er mit Wilhelm Preger. Wie sein Vater wurde auch er in den persönlichen Adelsstand erhoben. Karl Burger starb 1905 im Alter von 71 Jahren in München.

## Grabstätte

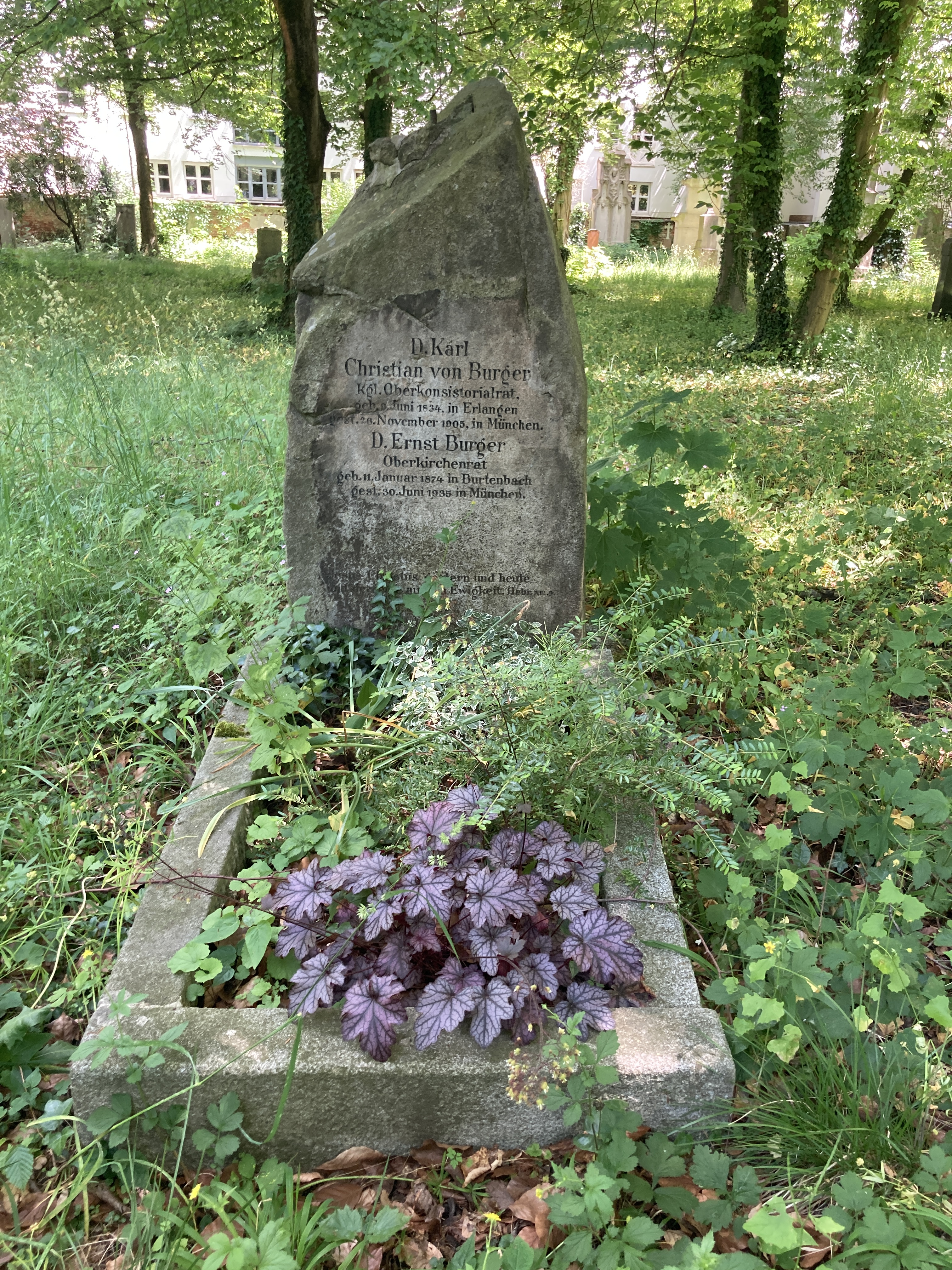
Grab von Karl Burger auf dem Alten Südlichen Friedhof in München

Die Grabstätte von Karl Burger befindet sich auf dem Alten Südlichen Friedhof in München (Gräberfeld 5 – Reihe 15 – Platz 31) Standort. In dem Grab befindet sich auch Burgers Sohn Ernst August Eugen Burger (1874–1935).

## Familie
Am 6. Juni 1865 heiratete Karl Burger Auguste Helene Puchta (* 21. September 1843 in Eyb bei Ansbach; † 20. Juli 1904 in Waldheim bei Urphertshofen).
Kinder der Ehe waren der Sohn Ernst August Eugen Burger (* 1874 in Burtenbach/Schwaben; † 1935 in München), ebenfalls Theologe und zuletzt Oberkirchenrat in München,  und die Tochter Emma Sophie (verh. Hofmann, 1875–1947).